# Falco (chanteur)
Pour les articles homonymes, voir Falco.
Johann « Hans » Hölzel, dit Falco, né le 19 février 1957 à Vienne et décédé le 6 février 1998 à Puerto Plata en République dominicaine dans un accident de la route, est un musicien, chanteur pop rock et rappeur autrichien. Il est parfois surnommé « le premier rappeur blanc »,.
Il est un des rares artistes à avoir placé des titres en allemand au classement américain du Billboard Hot 100. En 2023, Falco est par ailleurs le seul chanteur germanophone devenu numéro 1 aux États-Unis.
Ses principaux succès auront été Der Kommissar (1982), Jeanny (1985)  et Rock Me Amadeus (1986, no 1 aux États-Unis).

## Biographie

### Enfance et jeunesse (1957–1981)
Dès son jeune âge, il joue de la musique. Ses parents divorcent et il habite avec sa mère et sa grand-mère. Il quitte l'école à 16 ans. Il entre au Conservatoire de musique de Vienne et commence à jouer dans différents groupes, à Vienne et à Berlin-Ouest. En 1977, il prend comme nom de scène Falco, d'après un skieur est-allemand, Falko Weisspflog.
Il pensa que jouer dans des groupes comme Umspannwerk, Drahdiwaberl, Spinning Wheel ou the Hallucination Company ne pouvait pas lui apporter tout ce qu'il désirait. Quand Marcus Spiegel, de GIG Records, lui offrit un contrat solo, il accepta.

### Premiers succès (1981–1984)
Ganz Wien (chanson à propos des trafics de drogues), son premier franc succès en Autriche sorti précédemment, est inclus dans son premier album solo, Einzelhaft (1982). Le premier single issu de cet album, Der Kommissar, devient un succès international. La musique de Falco, inspirée par le style new wave et les premiers artistes rap des États-Unis, avec des paroles amusantes voire sarcastiques dans un mélange d'anglais-allemand-italien, est quelque chose de nouveau. Der Kommissar se vend à plus de 7 millions d'exemplaires, dont un million en France. L'album Einzelhaft, produit par Robert Ponger, est également un succès. 
L'album suivant, Junge Roemer, qui sort en 1984, est un flop car, malgré une première place dans les charts autrichiens, il n'est pas parvenu à se classer dans les classements d'albums à l'international.

### Carrière internationale (1985–1987)
Pour l'album Falco 3 (1985), il choisit les frères Bolland des Pays-Bas comme producteurs. Le premier single Rock me Amadeus, devient numéro 1 en Autriche, Allemagne, Israël, Canada, Japon, Royaume-Uni. Il devient même numéro 1 au Billboard Hot 100 américain le 29 mars 1986 et y restera quatre semaines. L'autre single de cet album, Jeanny (en), fait scandale, les paroles de Jeanny (en) étant interprétées comme une apologie du viol et du meurtre, le single est interdit sur un bon nombre de radios. Falco joua son propre personnage dans deux films sortis à cette époque, Der Formel Eins Film (de) et Geld oder Leber (de). 
L'album suivant, Emotional (produits par les frères Bolland), sort en 1986, avec les singles The Sound of Musik, Coming Home (la suite de Jeanny) et Emotional. En 1987, il enregistre le single Body Next to Body avec l'actrice et chanteuse Brigitte Nielsen.

### Trou noir (1988–1991)
Falco connaît des problèmes dans sa vie privée (il se marie avec Isabella Vitkovic, mais découvrira en 1993, quelques années après leur divorce, que sa fille Katharina n'est pas la sienne) et d'alcoolisme. Les albums Wiener Blut (1988), produit par les frères Bolland, et Data de Groove (1990), produit avec Robert Ponger, restent dans l'ombre. La tournée de l'album Wiener Blut (1988) est annulée par manque de réservations et remplacée par un unique concert à Oldenburg en 1988.

### Retour du succès (1992–1995)
En 1992, Falco sort l'album Nachtflug qui devient numéro 1 en Autriche. Le single Titanic reste dans le hit-parade pendant 18 semaines, l'album pendant 17. Pour la première fois en 6 ans, Falco repart en tournée. Le 27 juin 1993, au festival Vienna Donauinsel, plus de 110 000 personnes assistèrent à son concert.

### Fin de vie (1996–1998)
Il se concentre sur sa vie privée pendant deux ou trois ans, jusqu'à un nouveau hit, avec le single de style-techno Mutter, der Mann mit dem Koks ist da (1995), qui a eu principalement du succès en Allemagne. En 1996, Falco décide de quitter Vienne et déménage en République dominicaine, fuyant des médias souvent indiscrets en Autriche.
Après un nouveau single sorti en 1996, Naked, il travaille à son prochain album, lequel devait sortir avec le titre Egoisten.

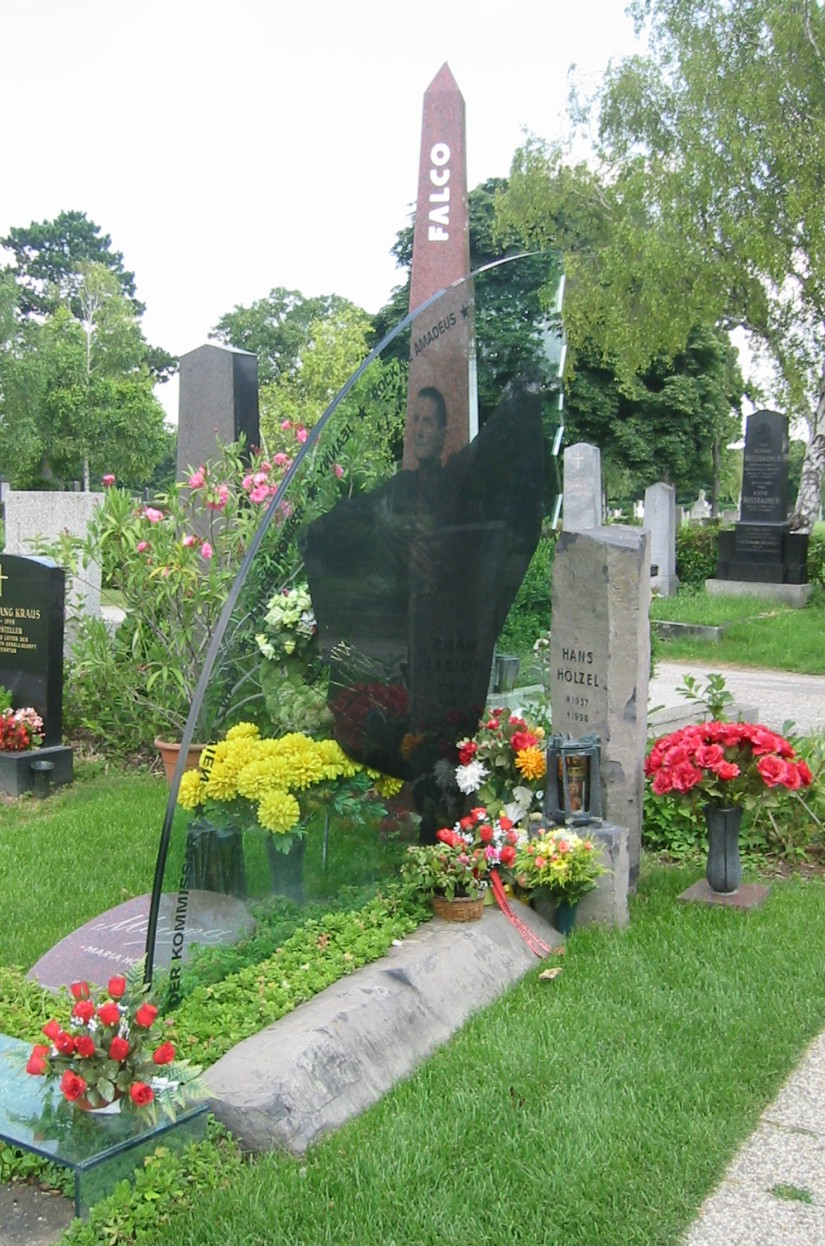
Tombe de Falco au Zentralfriedhof de Vienne.

Falco meurt dans un accident de la route en République dominicaine le 6 février 1998 à 40 ans. Un bus en excès de vitesse percute sa voiture alors qu'il venait de marquer un stop,. Le nouvel album sort, à titre posthume, sous le titre de Out of the Dark. Deux singles en sont tirés, Out of the Dark et Egoist, les deux entrèrent dans le hit-parade. Falco est enterré au Zentralfriedhof à Vienne le 14 février 1998.

### Hommages

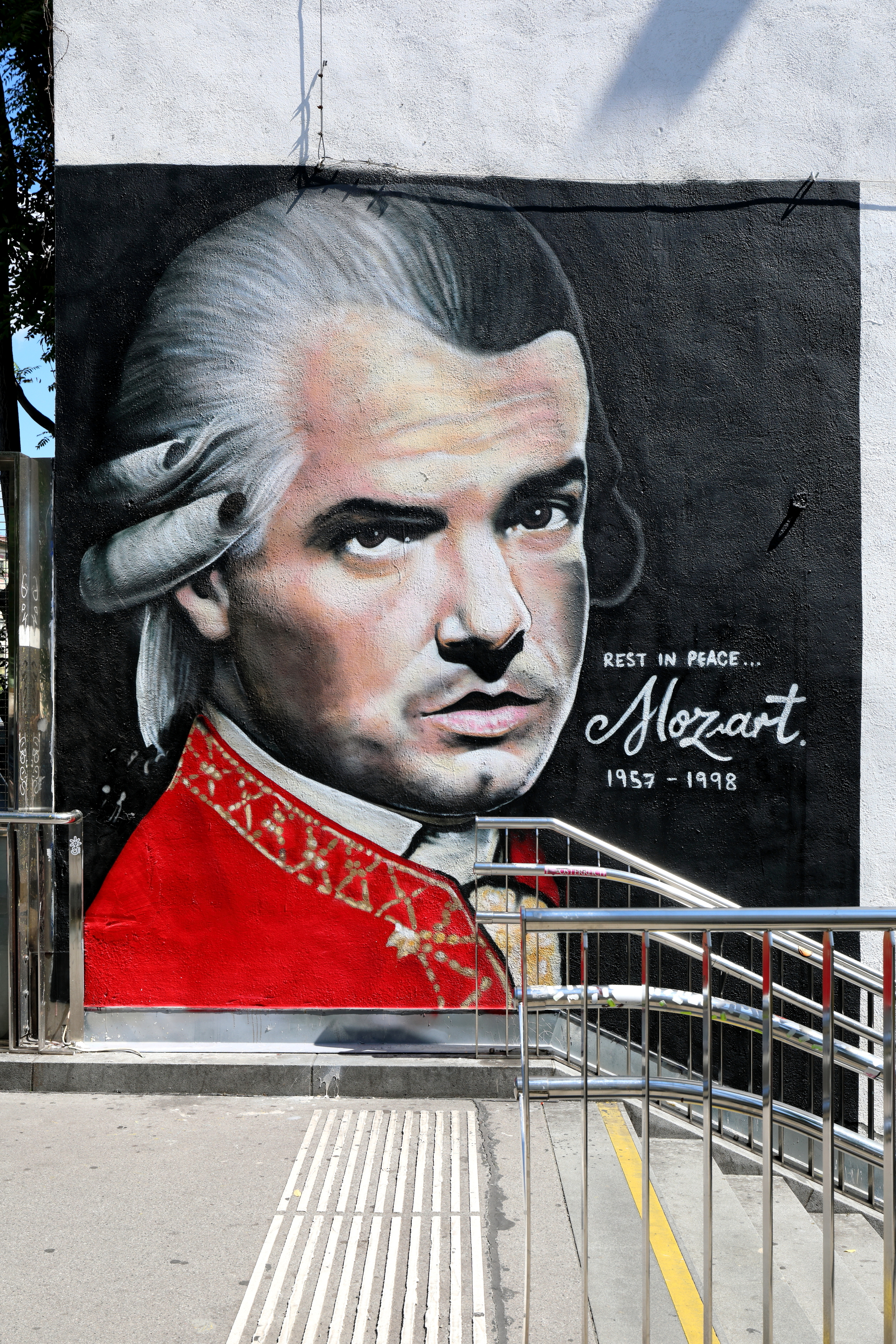
Falco représenté en Mozart, clin d'œil à son tube Rock Me Amadeus. Graffiti de Lush Sux près de la station de métro Kettenbrückengasse à Vienne (2017)

La tombe de Falco est inaugurée le 2 septembre 1998. Un album posthume Verdammt wir leben noch, composé de chansons que Falco n'avait pas sélectionnées pour des albums précédents, remixées par Thomas Rabitsch (en) est sorti en 1999.
En 2004 paraît le DVD du concert au festival Vienna Donauinsel de 1993. En 2007 sort un double album et un DVD « best of » (meilleures chansons), Hoch wie nie.
En 2008 est édité un deuxième DVD du concert symphonique de Wiener Neustadt, datant de 1994, ainsi qu'un film au cinéma, Verdammt wir leben noch, retraçant sa vie (à noter la participation de Grace Jones).
Rock Me Amadeus, une comédie musicale rendant hommage à Falco, est jouée à Vienne en 2023/2024.

## Discographie

### Albums studio
- 1982 - Einzelhaft
- 1984 - Junge Roemer
- 1985 - Falco 3
- 1986 - Emotional
- 1988 - Wiener Blut
- 1990 - Data de Groove
- 1992 - Nachtflug
- 1998 - Out of the Dark
- 1999 - Verdammt wir leben noch (compilation de titres inédits)
- 2009 - The Spirit Never Dies (compilation de titres inédits)

### Albums live
- 1999 - Live Forever
- 2004 - Live Donauinsel
- 2008 - Symphonic
- 2023 - Live Forever : The Complete Show - Berlin 1986

### Compilations et rééditions
- 1999 - Falco Bernies Pop Collection
- 1999 - The Final Curtain
- 2000 - Portrait
- 2000 - Falco Rides Again
- 2000 - Zuviel hitze
- 2000 - Falco Gold
- 2000 - Greatest Hits (compilations différentes selon les pays : France, États-Unis, Russie…)
- 2001 - Helden von heute
- 2002 - Viva la peosia (apparition sur plusieurs titres de cette compilation de l'école de musique)
- 2003 - Austrian Signature Series
- 2004 - Sound of Music
- 2005  - Falco - Austro pop kult
- 2006 - Falco 3 GOLD AWARD edition
- 2006 - Falco 3 vinyl edition (cd)
- 2007 - Der kommissar
- 2007 - Einzelhaft 25th Anniversary Edition
- 2007 - Hoch wie nie